# Metalasia
Metalasia là một chi thực vật có hoa trong họ Cúc (Asteraceae).

## Loài
Chi Metalasia gồm các loài: